# Gunther Schmidt (Basketballtrainer)
Gunther Schmidt (* 19. Oktober 1935) ist ein deutscher Basketballtrainer und -funktionär.

## Laufbahn
Schmidt verbrachte seine Jugend in Bautzen, betrieb als Heranwachsender Korbball, später Basketball. Er studierte dann in Dresden, wo er bis 1965 als Basketballtrainer tätig war. Er betreute eine Mädchen-Basketballspielgruppe an der Hochschule für Verkehrswesen, die unter seiner Leitung als Trainer den Gewinn der Meisterschaft in der Deutschen Demokratischen Republik erreichte. Ab 1965 war er in Halle an der Saale tätig. Zwischen 1968 und 1990 führte er die Damen der SG KPV 69 Halle (bis 1969 SC Chemie Halle) zu 22 DDR-Meistertiteln. 1969 führte er die KPV-Damen ins Endspiel des Europapokals der Landesmeister, wo man Riga unterlag. Von 1969 bis 1971 sowie von 1972 bis 1990 betreute er darüber hinaus die Damen-Nationalmannschaft der DDR sowie von 1958 bis 1958 ebenfalls die weibliche DDR-Juniorenauswahl als Trainer. Ihm wird zugeschrieben, den Basketball in der Stadt Halle und insbesondere die dort betriebene Talentförderung entscheidend geprägt zu haben. Er wurde als „Mentor des Basketballsports in Sachsen-Anhalt und Mitteldeutschland“ bezeichnet.
Schmidt baute das im Internet abrufbare „Archiv Basketball Mitteldeutschland“ auf, in dem er unter anderem zahlreiche Daten und Fakten über den Basketballsport in der Deutschen Demokratischen Republik zusammentrug und aufbereitete, darunter den Nachlass von Leo Hübner.
Er war in mehr als 60 Jahren Basketballtätigkeit unter anderem als Spieler, Trainer, Vereins- und Verbandsfunktionär tätig. Im Dezember 2018 wurde Schmidt mit der Ehrenplakette in Gold des Basketball-Verbandes Sachsen-Anhalt ausgezeichnet. Seine Ehefrau Karin Lustgart war DDR-Rekordnationalspielerin im Basketball.